# ألبرت أندرسون
ألبرت أندرسون (بالإنجليزية: Albert Anderson)‏ هو موظف مدني وسياسي بريطاني وبريطاني (وحمل سابقاً جنسية المملكة المتحدة لبريطانيا العظمى وأيرلندا)، ولد في 23 يوليو 1907 في المملكة المتحدة، وتوفي في 1981. انتخب عضو برلمان أيرلندا الشمالية وانتخب Member of the Senate of Northern Ireland ‏.